# CRAVIN'
「CRAVIN'」（クレイヴィン）は、JUJUの2枚目のシングル。2004年11月26日発売。発売元はソニー・ミュージックアソシエイテッドレコーズ。

## 収録曲

### CD
1. CRAVIN' (4:52)
作詞・作曲・編曲：JUJU、E-3
2. MIDNIGHT TALE (4:50)
作詞・作曲・編曲：JUJU、E-3
3. YEARNING FOR YOUR LOVE (5:31)
作詞・作曲：Oliver Scott、Ronnie Wilson／編曲：DJ HIROnyc

## 収録アルバム
CRAVIN'
- 『Open Your Heart 〜素顔のままで〜』（#5、-07mix-）
- 『BEST STORY 〜Love stories〜』（#2、-Love stories Mix-）